# Seznam milenek francouzských panovníků
Tato stránka obsahuje seznam významných francouzských královských milenek

## Chlodvík I.
- Evochilde

## Chlothar I.
- Waldrada, princezna Lombardská
- Valtruda z Lombardie
- Arnegundis

## Charibert I.
- Merofleda
- Klotilda
- Marcovefa
- Theogilda

## Chilperic I.
- Fredgunda d'Ardennes

## Dagobert I.
- Regnitruda z Austrasie
- Berthilda

## Karel Veliký
- Gersuinda Saská - dcera Adeltruda
- Amaltruda z Vídně
- Ethelinda
- Sigrada
- Madelgarda - dcera Rothilda (cca 790-852), abatyše ve Faremoutiers
- Regina - syn Drogon (801-855) - biskup v Metách; syn Hugues (802-844) - arcikancléř Ludvíka Pobožného
- Landrada des Herbages
- Adalinda - syn Thierry nebo Theodorik (807- po 818), klerik

## Ludvík I. Pobožný
- Theodelinda ze Sens

## Ludvík II. Koktavý
- Luitgrada ze Saska
- Adelheida z Paříže

## Karel III. Francouzský
- Edgiva z Kentu
- Frederuna von Ringleheim

## Filip I. Francouzský
- Bertrada de Montfort (kolem 1070–kolem 1116): manželství neuznané církví

## Ludvík VI. Francouzský
- Marie de Breuillet

## Ludvík X. Francouzský
- Eudeline[1]

## Filip VI. Francouzský
- Beatrix de la Berruère (1294–1348)

## Karel V. Francouzský
- Bietta de Cassine (kolem 1340–kolem 1380) [2]
- Neznámá, matka Oudarda d'Attainville (1360–?). [3]

## Karel VI. Francouzský
- Odetta de Champdivers (kolem 1384–kolem 1424)

## Karel VII. Francouzský
- Agnes Sorel (kolem 1422–1450)
- Antoinetta de Maignelais (1434–1474)

## Ludvík XI.
- Feliza Régnard (1424–1474)
- Marguerita de Sassenage (1424–1470)

## František I. Francouzský

### Oficiální milenky (maîtresse-en-titre)
- Françoise de Foix (1495–1537), hraběnka de Châteaubriant
- Anne de Pisseleu d'Heilly (1508–1580), vévodkyně du Étampes

### Neoficiální milenky (petite maîtresse)
- Marie Gaudin, paní de La Bourdaisière, byla prababičkou Gabrielly d'Estrées [4]
- Mary Boleyn (1499–1543) (sporné), nejstarší sestra Anny Boleynové a Jiřího Boleyna, později také milenka Jindřicha VIII.
- La Belle Ferronnière (kolem 1500-1530)
- Claude de Rohan-Gyé, hraběnka z Tonnerre a Thoury
- La Châtelaine de Montfrault

## Jindřich II. Francouzský

### Oficiální milenky (maîtresse-en-titre)
- Diane de Poitiers (1499–1566)

### Neoficiální milenky (petite maîtresse)
- Jane Fleming (nebo Jane Stewart) (kolem 1508–kolem 1553)
- Filippa Duci (kolem 1520–?)
- Nicola de Savigny (1535–1590), baronka de Fontette

## Karel IX. Francouzský
- Marie Touchet (1549–1638)

## Jindřich III. Francouzský
- Louisa de La Béraudière du Rouhet (1530-po 1586) [5]
- Renée de Rieux de Châteauneuf (1550-1586) [5]
- Veronica Franco (1546–1591)
- Marie de Cleves, princezna de Condé [5]
- Jeanne de Laval, paní de Senneterre (1549–1586) [5]
- Françoise Babou de La Bourdaisière (1542-1592), matka Gabriely d'Estrées

## Jindřich IV. Francouzský
Tento seznam obsahuje historicky uznávané a často zmiňované milenky: 

### Oficiální milenky (maîtresse-en-titre)
- Gabriella d'Estrées (kolem 1571–1599), milenka v letech 1591–1599
- Catherine Henriette de Balzac d'Entragues (1579–1633), markýza de Verneuil, milenka v letech 1599–1609

### Neoficiální milenky (petite maîtresse)
- Fleuretta de Nérac, v letech 1571–1572, dcera zahradníka z Neracu
- Charlotte de Sauve (kolem 1551–1617), milenka v roce 1572. [7]
- Bretina de Duras, milenka v letech 1573–1574
- Louisa de la Béraudière, zvaná « La belle Rouet », milenka v roce 1575, dvorní dáma královny Margot
- Louisa Borré, milenka v letech 1575–1576, dcera královského notáře. Porodila mu syna Hervého (1576–1643) [8]
- Jeanne de Tignonville, milenka v roce 1581
- Viktorie de Ayala, milenka v roce 1578, dvorní dáma Kateřiny Medicejské
- Mlle Rebours, milenka v roce 1579, dvorní dáma královny Margot
- Mlle de Montagu, milenka v roce 1579
- Paní d'Allous, milenka v roce 1579
- Aimée Le Grand, milenka v roce 1579
- Arnaudina, milenka v roce 1579
- La garce de Goliath (tzv. Goliášova fena), milenka v roce 1579
- Catherine de Luc, milenka v roce 1579. Zemřela hladem, když ji Jindřich opustil a zanechal ji samotnou s dítětem. [9]
- Anne de Cambefort, milenka v roce 1579. Spáchala sebevraždu skokem z okna poté, co ji Jindřich opustil.
- Françoise de Montmorency (1566–6. prosinec 1641), milenka 1579–1581, dvorní dáma královny Margot. V roce 1581 porodila králi mrtvou dceru.
- Diane d'Andouins, zvaná « la belle Corisande » (kolem 1554 – kolem 1584)
- Esther Imbert (nebo Ysambert), milenka v letech 1587–1588. S Jindřichem měla dva syny.
- Martine Rochelaise, v roce 1587. S Jindřichem měla jedno dítě.
- Antoinetta de Pons (1570–1632), markýza de Guercheville
- Claude de Beauvilliers (1573-1626). Abatyše v klášteře Montmartre a Pont-aux-Dames, sestřenice Gabrielle d'Estrées. Milenka Jindřicha IV. v roce 1590.
- Catherine de Verdun [10]
- Paní Quelin, milenka v roce 1598
- Isabelle Potierová, paní 1598–1599
- Mlle Clein, milenka v roce 1599
- La Glandée, milenka v roce 1599
- Marie-Françoise de La Bourdaisière, sestra Gabrielle d'Estrées, milenka v roce 1599
- Jacqueline de Bueil (kolem 1580–1651)
- Charlotte des Essarts (kolem 1580–1651), milenka v letech 1607–1609
- Marie-Charlotte de Balzac d'Entragues, milenka v letech 1605–1609
- Angélique Paulet, milenka v roce 1610

## Ludvík XIV.

### Oficiální milenky (maîtresse-en-titre)
- Louisa de La Vallière (1644–1710), vévodkyně de Vaujours
- Françoise-Athénaïs de Rochechouart de Mortemart (1640–1707), markýza de Montespan
- Marie Angélique de Scoraille de Roussille (1661–1681), vévodkyně Fontange
- Françoise d'Aubigné (1635–1719), markýza de Maintenon

### Neoficiální milenky (petite maîtresse)
- Catherine Bellier (1614–1689), baronka de Beauvais
- Olympie Mancini (1638–1708)
- Anne-Lucie de la Mothe-Houdancourt
- Mademoiselle de Marivault
- Marie Mancini (1639–1715)
- Dcera blíže nespecifikovaného zahradníka, která mu porodila dceru
- Henrietta Anna Stuartovna (1644–1670), jeho švagrová
- Bonne de Pons d'Heudicourt (1641–1709)
- Catherine-Charlotte de Gramont (1639–1678), monacká princezna
- Gabriella de Rochechouart de Mortemart (1633–1693), markýza de Thianges; sestra výše uvedené markýzi de Montespan;
- Anne de Rohan-Chabot (1648–1709), princezna de Soubise
- Claude de Vin des Œillets (kolem 1637–1687)
- Isabelle de Ludres (1647–1722)
- Anne-Madeleine de Conty d´Argencourt, milenka v roce 1658
- Diane-Gabrielle de Damas de Thianges (1656-1715), milenka v letech 1670-1673
- Lydie de Rochefort-Théobon (1638-1708), milenka v letech 1673-1677
- Marie-Charlotte de Castelnan, komtesa de Louvigny, vévodkyně de Gramont (1648-1694), milenka v letech 1676-1677
- Marie-Madeleine Agnės de Gontaut Biron, baronka de Nogaret (1653-1724), milenka v letech 1680-1683
- Louise-Elisabeth Rouxel, madame de Grancey (1653-1711), milenka v roce 1681
- Jeanne de Rouvroy, markýza de Chevrières (1650-1684), milenka v roce 1681
- Françoise Thérèse de Voyer de Dorée, mademoiselle d´Oré, milenka v roce 1681
- Marie-Rosalie de Piennes, později markýza de Châtillon (1665-1735), milenka v roce 1681
- Madame de Saint-Martin, milenka v roce 1682
- Marie-Louise de Montmorency-Laval, vévodkyně de Roquelaure (1657-1735), milenka v roce 1683
- Julie de Guenami, mademoiselle de Châteaubriant (1663-1710), podle dobových klepů byla milenkou v roce 1683, ale nejedná se o potvrzený vztah

## Ludvík XV.

### Oficiální milenky (maîtresse-en-titre)
- 1732–1742: Louisa Julie de Mailly (1710–1751), hraběnka z Mailly
- 1739–1741: Paulina-Félicité de Mailly (1712–1741), markýza de Vintimille
- 1742–1745: Diana-Adélaïda de Mailly (1713–1760), vévodkyně de Lauraguais
- 1742–1744: Marie-Anna de Mailly (1717–1744), markýza de La Tournelle, vévodkyně de Châteauroux
- 1745–1764: Jeanne Antoinette Poisson (1721–1764), markýza de Pompadour
- 1769–1774: Jeanne Bécu (1743–1793), hraběnka du Barry

### Neoficiální milenky (petite maîtresse)
- 1750–1750: Irène du Buisson de Longpré (?–1767)
- 1750–1751: Marie Geneviève Radix de Sainte-Foy (1729–1809)
- 1752–1752: Charlotte Rosalie de Choiseul-Beaupré (1733–1753)
- 1752–1754: Marie-Louise O'Murphy (1737–1815)
- 1755–1755: Françoise de Chalus (1734–1821), vévodkyně de Narbonne-Lary
- 1755–1757: Brigitte O'Murphy (1729–1793)
- 1757–1757: Marie Anne de Coislin (1732–1817)
- 1759–1762: Marguerite-Catherine Haynault (1736–1823), markýza de Montmélasu
- 1760–1763: Lucie Madeleine d'Estaing (1743–1826)
- 1760–1765: Anne Couppier de Romans (1737–1808), baronka de Meilly-Coulonge
- 1762–1765: Louise-Jeanne Tiercelin de La Colleterie (1746–1779), zvaná Madame de Bonneval
- 1768–1768: Catherine Éléonore Bénard (1740–1769)
- 1768–1768: Marie Thérèse Françoise Boisselet (1731–1800)
- 1774–1774: Albertine-Elisabeth Pater (1742–1817)

## Napoleon I.
- Marie Walewska (1786–1817), polská hraběnka
- Eléonore Denuelle de La Plaigne (1787–1868)

## Ludvík XVIII.
- Anne Nompar de Caumont, hraběnka z Balbi, baronka de Montfaucon (když byl Ludvík XVIII. stále ještě hrabětem de Provence)
- Zoé Talon, komtesa du Cayla (1785–1852)

## Karel X.
- Rosalie Duthé, současně milenka Ludvíka Filipa II. Orleánského
- Louise d'Esparbès de Lussan, hraběnka de Polastron
- Aglaé de Polignac, vévodkyně de Guiche, dcera vévodkyně de Polignac

## Ludvík Filip
- Rosalie Duthé (1748–1830)

## Napoleon III.
- 1856–1857: Virginia Oldoini, hraběnka de Castiglione
- 1857–1861: Marie-Anne Walewska
- 1863–1870: Marguerita Bellanger